# 拉斯维加斯会展中心
拉斯维加斯会展中心（英語：Las Vegas Convention Center）是一座位于美国内华达州的体育场馆。

## 历史
1959年建立，位于赌城大道东侧，它是世界上最大的会议中心之一，拥有1,940,631平方英尺（180,290.5平方米）的展览空间，可以举办20万游客规模的大型展览。是COMDEX和消费电子展的主要举办场馆。

## 交通
- 拉斯维加斯单轨电车会展中心站 (拉斯维加斯)